# 側線

サメの側線

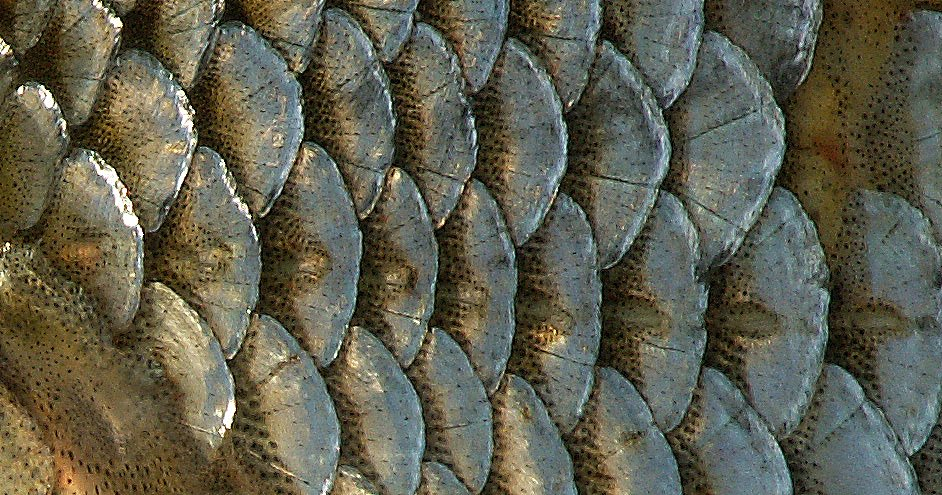
ローチの鱗にある側線

側線（そくせん）とは魚類が水中で水圧や水流、電場の変化を感じとるための器官である。魚の体の側面にあり、1対が普通だが2対以上持つ種類もある。側線鱗と呼ばれる鱗に覆われており、側線鱗の孔によって種を区別することが可能である。
また、甲殻類や頭足類も類似の器官を有する。
ヒトの聴覚器と平衡感覚器の感覚細胞である有毛細胞は、側線器の一部が特殊化したもの。